# پورنیما (فیلم)
پورنیما (به هندی: Purnima) فیلمی محصول سال ۱۹۶۵ و به کارگردانی نارندرا سوری است. در این فیلم بازیگرانی همچون درمندرا، مینا کوماری، محمود علی و نظیر حسین ایفای نقش کرده‌اند.